# Aragua FC

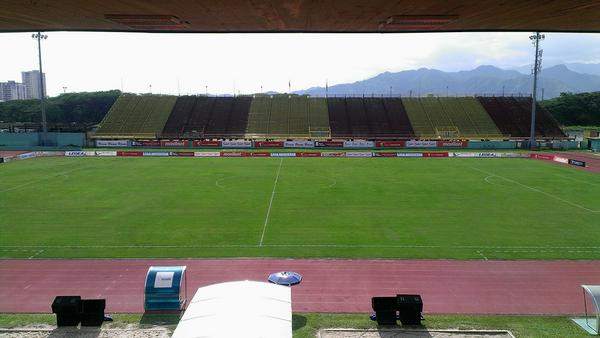
Estadio Olímpico Hermanos Ghersi Páez.

Aragua Fútbol Club, även Aragua FC eller enbart Aragua, är en fotbollsklubb från staden Maracay i regionen Aragua i Venezuela. Klubben bildades den 20 augusti 2002 och fick inledningsvis spela i den näst högsta divisionen. Inför säsongen 2005/2006 gick klubben upp till den högsta divisionen. 2007 lyckades klubben vinna Copa Venezuela, vilket innebar att de fick delta i Copa Sudamericana 2008 - där de åkte ut i den första omgången mot mexikanska Guadalajara efter att ha förlorat den första matchen hemma och spelat oavgjort i den andra matchen borta. A-laget spelar sina hemmamatcher på Estadio Olímpico Hermanos Ghersi Páez, en arena som tar 12 350 åskådare vid fullsatt.